# Saul Mariaschin
Saul George Mariaschin (Brooklyn, Nueva York, 1 de septiembre de 1924- Alta, Utah, 1990) fue un jugador de baloncesto estadounidense que disputó una temporada en la BAA. Con 1,80 metros de estatura, jugaba en la posición de base.

## Trayectoria deportiva

### Universidad
Comenzó su trayectoria universitaria en los Orangemen de la Universidad de Syracuse, disputando 16 partidos en su temporada freshman en los que promedió 1,2 puntos. Tras ese primer año, tuvo que cumplir con el servicio militar en plena Segunda Guerra Mundial, y al regresar, continuó sus estudios en la Universidad de Harvard, llevando a su equipo en 1946 a su primera y única aparición en el Torneo de la NCAA, después de un balance de 19 victorias y 1 derrota. Al año siguiente sería incluido en el mejor quinteto de la Ivy League, tras promediar 12,6 puntos por partido.
Fue el primer jugador de Harvard en jugar en la BAA o en la NBA, uno de los únicos tres en la actualidad, junto con Ed Smith y Jeremy Lin.

### Profesional
Fue elegido por los Washington Capitols en la lista de negociación del Draft de la NBA de 1947, pero acabó fichando por los Boston Celtics. Allí jugó una temporada como base titular, promediando 7,7 puntos y 1,4 asistencias por partido, cifra esta última que le situaría entre los diez mejores pasadores de la liga.

#### Estadísticas en la BAA

##### Temporada regular
| Temporada | Edad | Equipo         | Liga | P  | TIT | MIN | TC  | TCA  | %TC  | 3P | 3PA | %3P | TL  | TLA | %TL  | R.OF. | R.DEF. | REB | ASIS | ROB | TAP | PER | FP  | PTS |
| 1947-48   | 23   | Boston Celtics | BAA  | 43 |     |     | 2.9 | 10.8 | .270 |    |     |     | 1.9 | 2.7 | .709 |       |        |     | 1.4  |     |     |     | 2.8 | 7.7 |
| Total     |      |                | BAA  | 43 |     |     | 2.9 | 10.8 | .270 |    |     |     | 1.9 | 2.7 | .709 |       |        |     | 1.4  |     |     |     | 2.8 | 7.7 |

##### Playoffs
| Temp.   | Edad | Equipo         | Liga | P | MIN | TCA | TC | 3PA | 3P | TLA | TL | R.OF. | REB | ASIS | ROB | TAP | PER | FP | PTS | %TC  | %3P | %FT  | MIN | PTS | REB | AST |
| 1947-48 | 23   | Boston Celtics | BAA  | 3 |     | 10  | 42 |     |    | 9   | 14 |       |     | 1    |     |     |     | 12 | 29  | .238 |     | .643 |     | 9.7 |     | 0.3 |
| Total   |      |                | BAA  | 3 |     | 10  | 42 |     |    | 9   | 14 |       |     | 1    |     |     |     | 12 | 29  | .238 |     | .643 |     | 9.7 |     | 0.3 |